# 呂号第百九潜水艦
|          |                                                             |
| 艦歴     |                                                             |
| 計画     | 昭和17年度計画（マル急計画）                                |
| 起工     | 1942年4月20日                                               |
| 進水     | 1942年10月26日                                              |
| 就役     | 1943年4月29日                                               |
| その後   | 1945年4月25日爆雷により沈没                                 |
| 亡失認定 | 1945年5月7日                                                |
| 除籍     | 1945年6月10日                                               |
| 性能諸元 |                                                             |
| 排水量   | 基準：525トン 常備：601トン 水中：782トン                   |
| 全長     | 60.90m                                                      |
| 全幅     | 6.00m                                                       |
| 吃水     | 3.51m                                                       |
| 機関     | 艦本式24号6型ディーゼル2基2軸 水上：1,000馬力 水中：760馬力 |
| 電池     | 1号15型120個                                                |
| 速力     | 水上：14.2kt 水中：8.0kt                                    |
| 航続距離 | 水上：12ktで3,500海里 水中：3ktで60海里                     |
| 燃料     | 重油：50トン                                                |
| 乗員     | 38名                                                        |
| 兵装     | 25mm機銃連装1基2挺 魚雷発射管 艦首4門 53cm魚雷8本           |
| 備考     | 安全潜航深度：75m                                           |

呂号第百九潜水艦（ろごうだいひゃくきゅうせんすいかん）は、日本海軍の潜水艦。呂百型潜水艦（小型）の10番艦。

## 艦歴
1942年（昭和17年）の昭和17年度計画（マル急計画）により、1942年4月20日、川崎重工業神戸造船所で起工。1942年10月26日進水。1943年（昭和18年）4月29日に竣工し、二等潜水艦に類別。同日、佐世保鎮守府籍となり、訓練部隊である第一艦隊第11潜水戦隊に編入された。
8月14日、呂109は佐世保を出港し、24日にラバウルに到着。航海中の15日、南東方面艦隊第7潜水戦隊に編入。
9月1日、第51潜水隊に編入。
9日、呂109はラバウルを出港し、ガダルカナル島南方沖に進出して哨戒。10月2日、ラバウルに到着。
13日、呂109は輸送物資を積んでラバウルを出港し、スルミに向かう。14日にスルミに到着し、輸送物資を降ろした後出港。15日から16日にかけて、撃墜された一式陸上攻撃機の搭乗員救助を行ったが、生存者を見つけることはできなかった。その後、ラエ周辺海域に進出して哨戒。19日、米駆逐艦リード(USS Reid, DD-369)、パーキンス(USS Perkins, DD-377)に発見され、追跡される。そのうち、パーキンスが爆雷攻撃をしてきたが、被害はなかった。その後、リード、パーキンスに随伴していた米駆逐艦ドレイトン(USS Drayton, DD-366)へ向け魚雷を発射するも、命中しなかった。31日、ラバウルに到着。
11月8日、呂109はラバウルを出港し、ブーゲンビル島周辺海域に進出して哨戒。24日、ラバウルに到着。
12月3日、呂109はラバウルを出港し、ブーゲンビル島周辺海域に進出して哨戒。9日、ラバウルに到着。
13日、呂109は輸送物資を積んでラバウルを出港し、ブインに向かう。16日にブインに到着し、輸送物資を降ろした後出港。19日、ラバウルに到着。23日、輸送物資を積んでラバウルを出港し、ブインに向かう。26日にブインに到着し、輸送物資を降ろした後出港。30日、ラバウルに到着。1944年（昭和19年）1月24日、輸送物資を積んでラバウルを出港し、ブインに向かう。28日にブインに到着し、輸送物資を降ろした後出港。31日、ラバウルに到着。2月7日、輸送物資を積んでラバウルを出港し、スルミに向かう。9日にスルミに到着し、輸送物資を降ろした後出港。11日、ラバウルに到着。20日、ラバウルを出港し、ニューハノーバーを経由して25日にトラックに到着。26日にトラックを出港し、3月3日にサイパンに寄港。11日に佐世保に郎着して整備を受ける。航海中の1日、第7潜水戦隊は第六艦隊所属となる。
4月13日、呂109は佐世保を出港し、20日にサイパンに到着。22日、サイパンを出港し、ニューギニア北方沖に進出して哨戒。5月8日、サイパンに到着。16日、サイパンを出港しあ号作戦のためナ散開線に配備された。18日、米軍はナ散開線の存在を暗号解読により認識したため、米護衛駆逐艦イングランド(USS England, DE-635)、ジョージ(USS George, DE-697)、ラビー(USS Raby, DE-698)の3隻からなる対潜部隊が向かった。27日、ナ散開線で対潜部隊により潜水艦数隻が撃沈されたことがわかったため、呂109は60浬北西の海域に移動した。31日、哨戒区域を離れ、6月5日にトラックに到着。
12日、呂109はトラックを出港し、トラック島周辺海域に進出して哨戒。16日、マリアナ沖海戦に参加。22日に哨戒区域を離れ、28日にトラックに到着。その後トラックを出港し、7月16日に佐世保に到着して整備を受ける。8月15日、第7潜水戦隊の解隊により第51潜水隊も解隊され、呂109は呉鎮守府呉潜水戦隊に編入され練習潜水艦となる。
9月25日、第33潜水隊に編入。
10月20日、第六艦隊第34潜水隊に編入。
25日、呂109は呉を出港し、ラモン湾周辺海域に進出して哨戒。11月3日0700、マニラ北北東140浬地点付近で浮上充電中、敵潜水艦を発見。攻撃準備を行うが、魚雷発射前に相手は急速潜航していった。10日、哨戒区域を離れ、19日に佐世保に到着して整備を受ける。
12月18日、呂109は佐世保を出港し、フィリピン東方沖に進出して哨戒。23日1420、鵝鑾鼻東方490浬地点付近で敵機動部隊を聴音により探知。追跡を行うが、攻撃することはできなかった。1945年（昭和20年）1月5日、鵝鑾鼻南東330浬地点付近で、敵輸送船団をソナー探知。12日、佐世保に到着。
2月3日、呂109は佐世保を出港し、フィリピン西方沖に進出して哨戒。16日、リンガエン湾西方60浬地点付近で、北上する戦艦1、巡洋艦2、複数の駆逐艦からなる敵艦隊を発見。翌17日、前日と同じ海域で敵機動部隊を発見して雷撃を行うも、命中しなかった。3月2日、呉に到着。その後佐世保に移動して整備を受ける。
4月12日、呂109は沖縄南方に進出するべく佐世保を出港し、寺島水道に移動して一夜を明かした。13日1000、寺島水道を出港。この時に発信した、20日に沖縄南方20浬地点に到着予定との報告を最後に消息不明。
アメリカ側記録によると、4月25日1804、沖大東島南南西でグアムから沖縄に向かう17隻の輸送船からなる輸送船団を護衛中の米高速輸送艦ホレース・A・バス(USS Horace A. Bass, DE-691/APD-124)が1100mの距離で潜航中の潜水艦をソナー探知。ホレース・A・バスは爆雷5発を投下した。その後823mの位置で再度探知したため、ホレース・A・バスは爆雷5発を投下。潜水艦はそれを回避してより深い深度に移動した。その後爆雷攻撃を複数回行ったが、撃沈することができなかった。2000頃、ホレース・A・バスは最後の爆雷6発を投下。この攻撃後、潜水艦のものと思われる破片と重油が浮かび上がってきた。ホレース・A・バスは追撃することをやめ、船団に合流していった。これが呂109の最期の瞬間であり、艦長の中川博大尉以下乗員65名全員戦死。沈没地点は沖大東島南南西165浬地点付近、北緯21度58分 東経129度38分 / 北緯21.967度 東経129.633度。
5月7日、沖縄方面で亡失と認定され、6月10日に除籍された。

## 歴代艦長

### 艤装員長
- 不詳

### 艦長
- 上杉一秋 大尉：1943年4月30日 - 1944年3月20日[7]
- 菅昌徹昭 大尉：1944年3月20日 - 8月5日[7]
- 大場佐一 少佐：1944年8月5日 - 9月5日[7]
- 湯地淳 大尉：1944年9月5日 - 10月14日[7]
- 増沢清司 大尉：1944年10月14日 - 1945年3月17日[7]
- 中川博 大尉：1945年3月17日 - 4月25日戦死[7]